# 小田豊 (俳優)
小田 豊（おだ ゆたか、1945年3月20日 - ）は、日本の俳優である。

## 経歴
長崎県出身。明治大学文学部卒業。所属事務所は岡村本舗。
1971年に鈴木忠志率いる早稲田小劇場に入団、1973年に『アトリエNo.2』で脚光を浴びる。以後、『トロイアの女』をはじめとする鈴木忠志の構成・演出作品に出演し、海外公演にも参加する。同劇団を退団後は劇団眞空艦、劇団卍、桃の会を経て、1988年よりフリーとなる。以降は蜷川幸雄、野田秀樹、白井晃、野村萬斎、多田淳之介など多彩な演出家の作品に参加し、存在感ある俳優として幅広い活動を続けている。

## 出演

### 舞台
- 今は昔、栄養映画館（1983年、桃の会）
- 大改訂版 あの大鴉、さえも（1985年、秘法零番館）
- 東京物語（1987年、桃の会）
- 十二人の怒れる男たち（1988〜1992年、俳優座劇場）
- プラス・ワン（1989年、桃の会）
- 日本人のへそ（1992年、こまつ座）
- テンペスト（1993年、東京グローブ座）
- キル（1994年、NODA・MAP）
- 二十日鼠と人間（1994年、俳優座劇場）
- ハムレット（1995年、銀座セゾン劇場）
- 仮釈放（1997年、演劇企画集団THE・ガジラ）
- 三人姉妹（2000年、世田谷パブリックシアター/北海道演劇財団）
- 坂の上の家（2000年、OMSプロデュース）
- →ヤジルシ〜誘われて（2002年、新国立劇場、作・演出：太田省吾）
- トーキョー・ボディ（2003年、遊園地再生事業団、作・演出：宮沢章夫）
- 城（2005年、新国立劇場、構成・演出：松本修）
- ルル～破滅の微笑み～（2005年、北九州芸術劇場、演出：白井晃）
- ソウル市民（2005年、世田谷パブリックシアター）
- モーターサイクル・ドン・キホーテ（2006年、遊園地再生事業団）
- コリオレイナス（2007年、彩の国さいたま芸術劇場）
- 氷屋来たる（英語版）（2007年、新国立劇場）
- 剃刀（2008年、ウォーキング・スタッフ）
- PW（2009年、演劇企画集団THE・ガジラ）
- 猫の墓 -漱石の想い出-（2009年、菅間馬鈴薯堂）
- 国盗人（2009年、世田谷パブリックシアター）
- ウツセミウツラ（2010年、タテヨコ企画）
- 漱石小遣帖 修善寺大患後日顛末（2011年、菅間馬鈴薯堂）
- あなた自身のためのレッスン（2011年、キラリ☆ふじみ）
- クリンドルクラックス!（英語版）（2012年、石井光三オフィス）
- あなた自身のためのレッスン（2012年、キラリ☆ふじみ）
- 長い墓標の列（2013年、新国立劇場）
- エドワード二世（英語版）（2013年、新国立劇場）
- から騒ぎ（2014年、Kawai Project）
- わが友ヒットラー（2014年、風琴工房）
- 幻の女～台所の漱石・鏡子夫妻～（2014年、菅間馬鈴薯堂）
- 颱風奇譚（2015年、キラリ☆ふじみ）
- 埒もなく汚れなく（2016年、オフィスコットーネ）
- まちがいの喜劇（2016年、Kawai Project）
- 繻子の靴 四日間のスペイン芝居（英語版）（2016年、京都造形芸術大学）
- 東海道四谷怪談ー通し上演ー（2017年、木ノ下歌舞伎）
- 夏の夜の夢（2017年、KUNIO）
- 弱法師（2018年、タマプロ）
- 繻子の靴 四日間のスペイン芝居（2018年、静岡県舞台芸術センター）
- お気に召すまま（2018年、Kawai Project）
- グリークス（2019年、KAAT神奈川芸術劇場）
- ゴドーを待ちながら（2024年、KAAT神奈川芸術劇場）[1]
- 悪い仲間（2025年公演予定、シアター風姿花伝）[2]

### 映画
- ムーラン（1998年） - ヤオ（声の出演）
- A DAY IN THE LIFE（2006年）
- 夢十夜 海賊版（2007年）
- ブリュレ（2009年）
- シャーリーの好色人生（2009年）
- パンドラの匣（2009年）
- 日本のいちばん長い夏（2010年）

### テレビドラマ
- 藏（1995年、NHK BS2）
- 風の果て（2007年、NHK）
- 江〜姫たちの戦国〜（2011年、NHK） - 細川幽斎 役
- かすていら（2014年、NHK BSプレミアム） - 吉永喜一郎 役

### ラジオドラマ
- FMシアター『鳥』（2009年6月13日、NHK-FM）

### OVA
- ムーラン2 - ヤオ役

### ゲーム
- キングダムハーツII - ヤオ役